# Childe Hassam
Frederick Childe Hassam (17 oktober 1859, Dorchester, thans stadsdeel van Boston - 27 augustus 1935, Long Island) was een Amerikaans Impressionistische kunstschilder. Hij maakte vooral naam met stadsgezichten en kustlandschappen. Bijzondere bekendheid geniet zijn patriottische "vlaggenreeks", een tiental werken van de straten van New York tijdens en na de Eerste Wereldoorlog, op momenten dat gevlagd werd als support voor het Amerikaanse leger. Hassam was lid van de invloedrijke kunstenaarsvereniging de Ten American Painters.

## Vroege jaren, Boston, 1859-1886
Childe Hassam (uitgesproken "Hass'm", meestal genoemd bij zijn voornaam, uitgesproken als "Sjild") werd geboren in Dorchester, thans een voorstad van Boston. Hij was de zoon van een succesvol zakenman, met een grote collectie kunst en antiek. Hoewel velen Hassam vanwege zijn naam en donkere uiterlijk aanzagen voor een oosterling, stamde de familie af van zeventiende-eeuwse Engelse immigranten uit New England.
Op zijn zeventiende ging Hassam werken bij een uitgeverij en volgde daarnaast een studie in houtbewerking. Twee jaar later, in 1879, schakelde hij over op kunstschilderen, aanvankelijk vooral landschappen, veelal in waterverf. In 1882 ging hij werken als freelance illustrator en illustreerde onder andere verhalen voor kinderen in Harper's Weekly. In de avonduren volgde hij verdere kunststudies. Gedurende de zomer van 1883 ging hij samen met collega-schilder Edmund H. Garrett voor een studiereis naar Europa en bezocht onder andere België en Nederland. Samen met Garrett en Frank Boggs zette hij in dat jaar zijn handtekening in het gastenboek van het Dordrechts Museum, waar hij de oude meesters bestudeerde. In Engeland raakte hij onder de indruk van de aquarellen van William Turner. Terug in Boston sloot hij zich aan bij kringen rondom de schilder William Morris Hunt, die hem introduceerde in het werk van de schilders van de School van Barbizon en Jean-Baptiste-Camille Corot.
In 1884 huwde Hassam met Kathleen Maude ("Maud") Doane, uit een bevriende familie, die zijn leven lang zijn grote liefde zou blijven en veelvuldig als zijn model zou fungeren. Vanaf 1885 zou het moderne stadsleven een belangrijk thema in zijn werk worden. Steeds vaker schakelde hij ook over op het werken in olieverf.

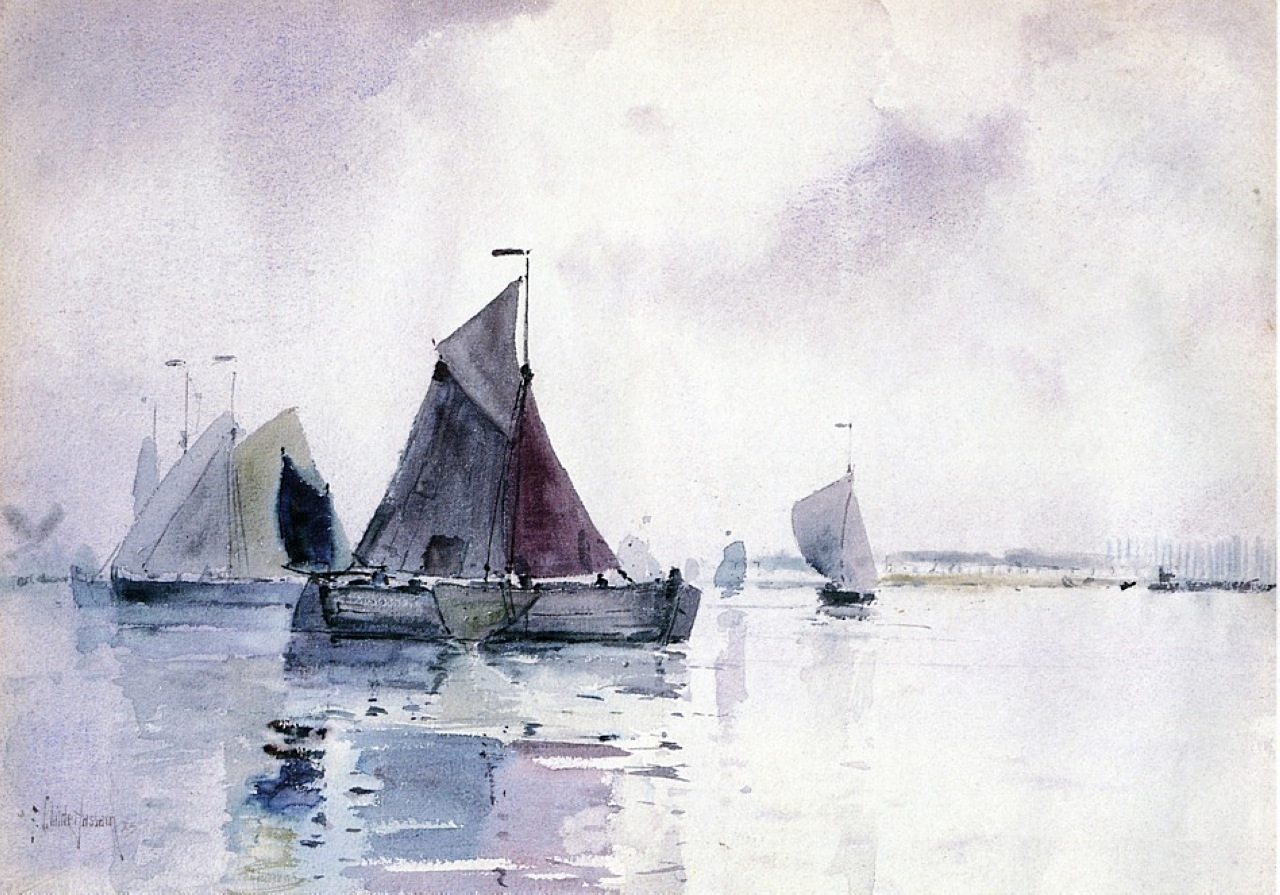
Ships locked in Ice, Holland, 1883
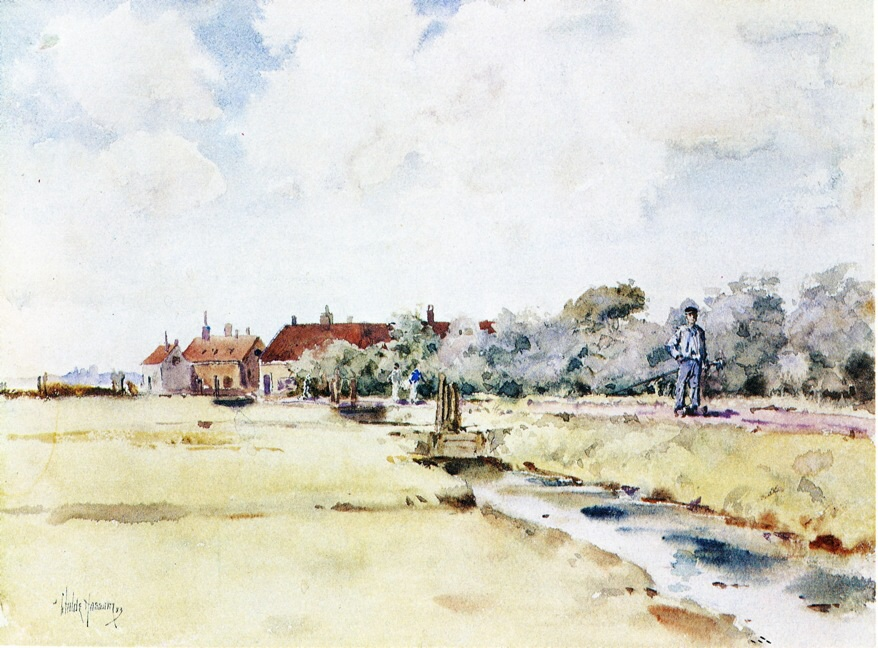
Canal Scene, Holland, 1883
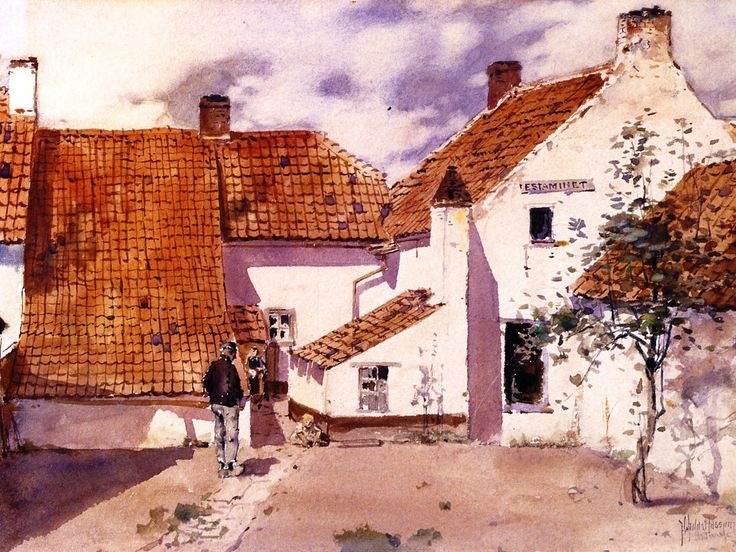
Backyard in Antwerp, 1883
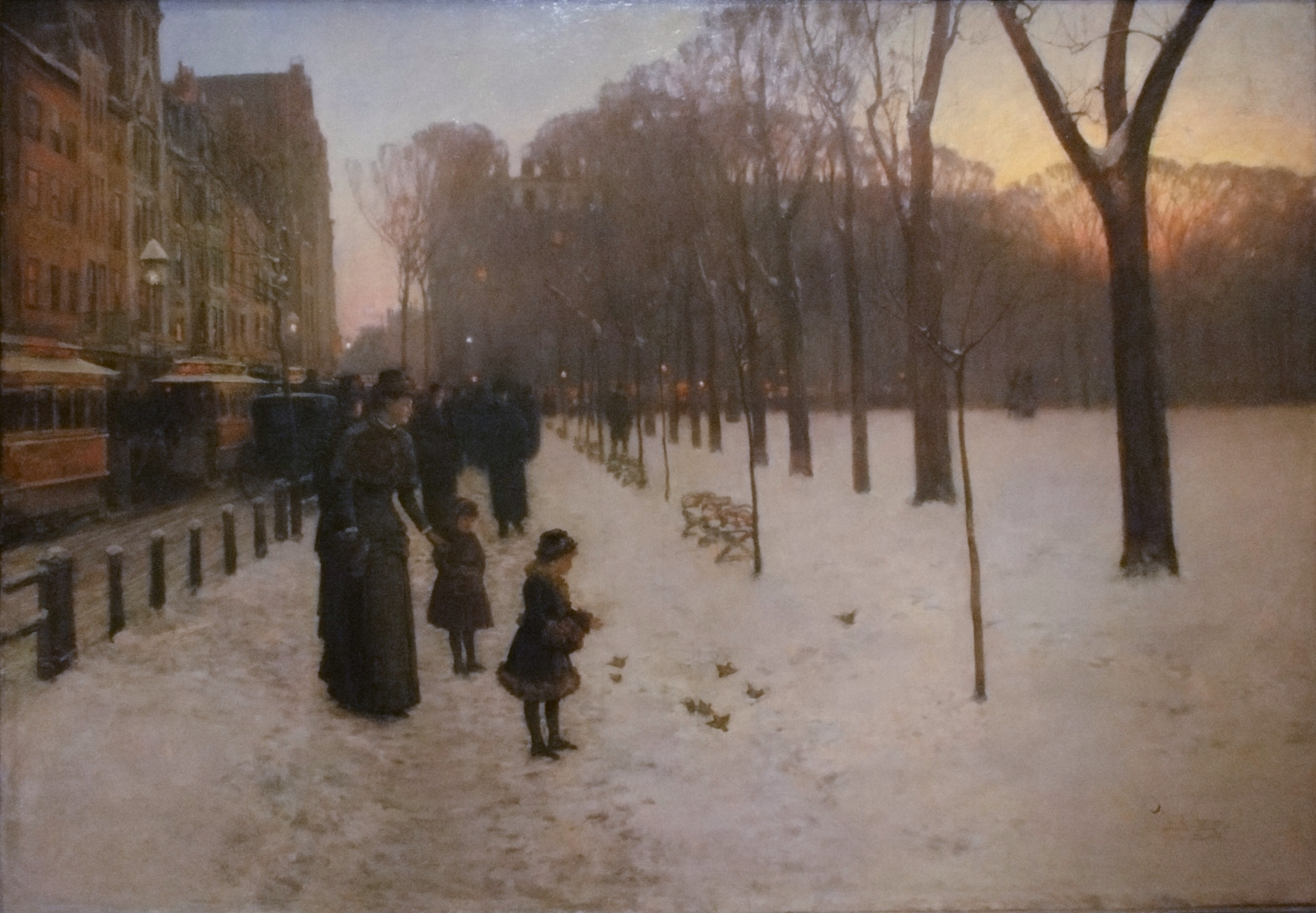
Boston Common at Twilight, 1885

## Parijs, 1886-1889
In 1886 vertrok Hassam met zijn vrouw naar Parijs, waar ze een studio huurden aan de Place Pigalle en aansluiting vonden bij een Amerikaanse kolonie van kunstschilders die zich in die omgeving ophield. Hij schreef zich aanvankelijk in bij de Académie Julian, maar liet zich vooral beïnvloeden door de impressionisten. Hij bewonderde Claude Monet en Camille Pissarro, met name in hun benadering van kleur en licht. Allengs werd zijn penseelvoering steeds losser.
Thematisch liet Hassam zich vooral inspireren door de wereld om hem heen: het dagelijks leven in straten van de grote stad, met haar winkeltjes, boekstalletjes, bloemenverkoopsters, flanerende dames, huurkoetsiers, enzovoorts. Hij schilderde zowel de hogere als de lagere klassen, zonder daar sociaal-morele standpunten aan te verbinden. Onder invloed van Monet schilderde hij ook een reeks werken in de grote tuin van vrienden in Villiers-le-Bel, even ten noorden van Parijs, waar hij in de zomers vaak verbleef.
De drie jaren die Hassam in Parijs doorbracht zouden bepalend blijken voor de stijl die hij in zijn verdere carrière zou hanteren. Het werk dat hij "naar huis" zond werd daar enthousiast ontvangen. In 1889 won hij een bronzen medaille op de Wereldtentoonstelling in Parijs, waaraan hij met vier werken deelnam. Het werd geroemd als een der grootste talenten uit de Amerikaanse impressionistische school.

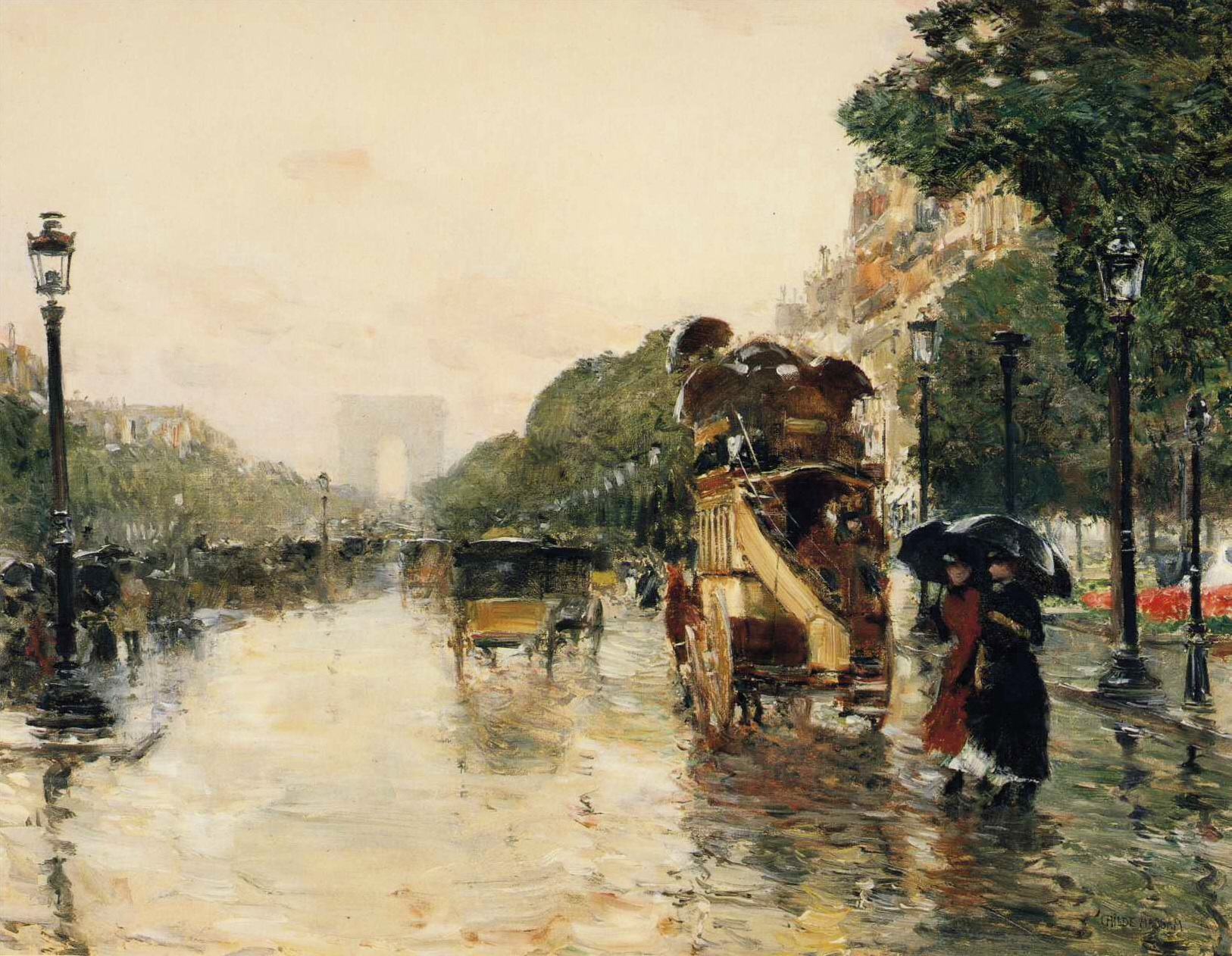
Champs Elysees, 1887
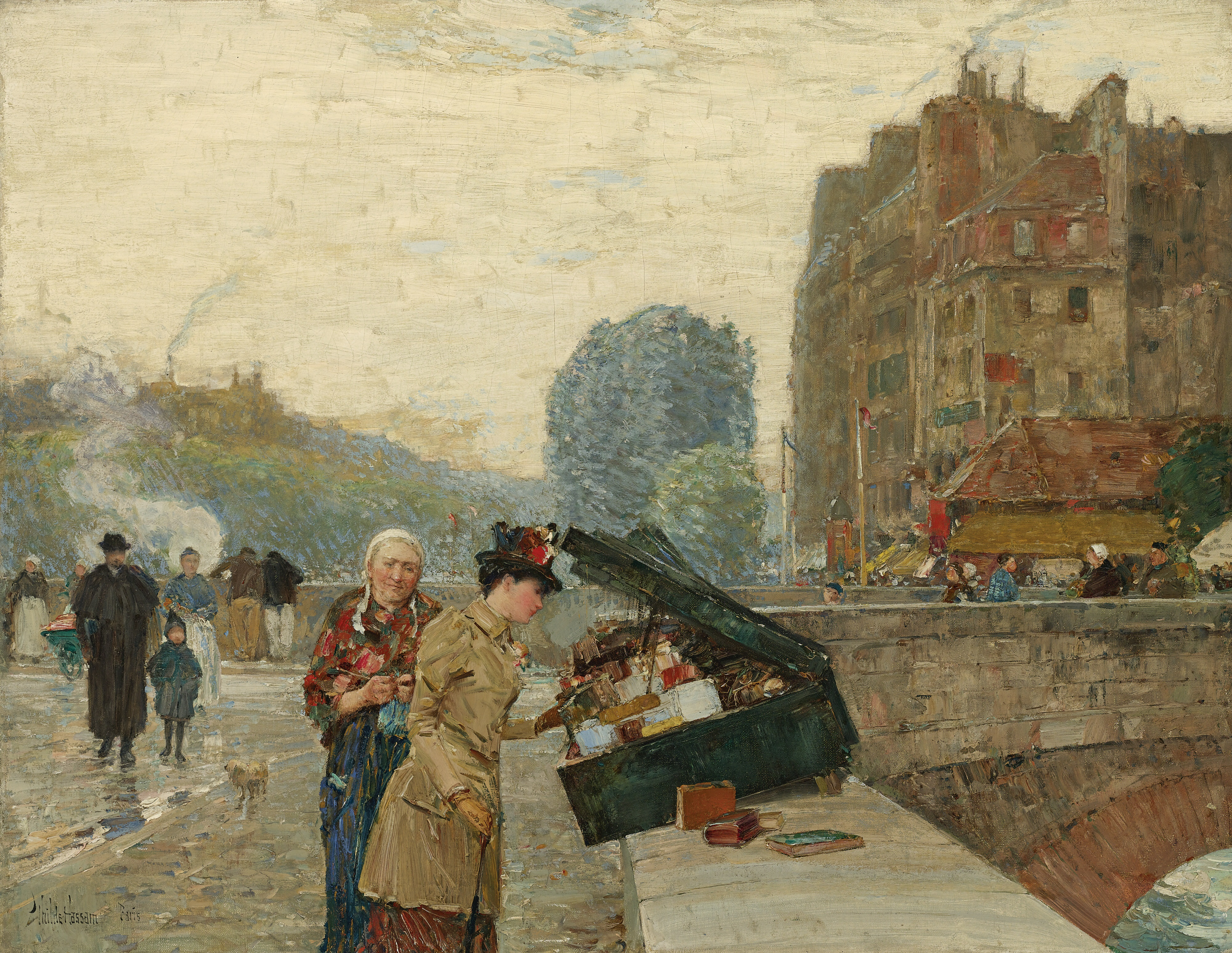
Quai St. Michel, 1888
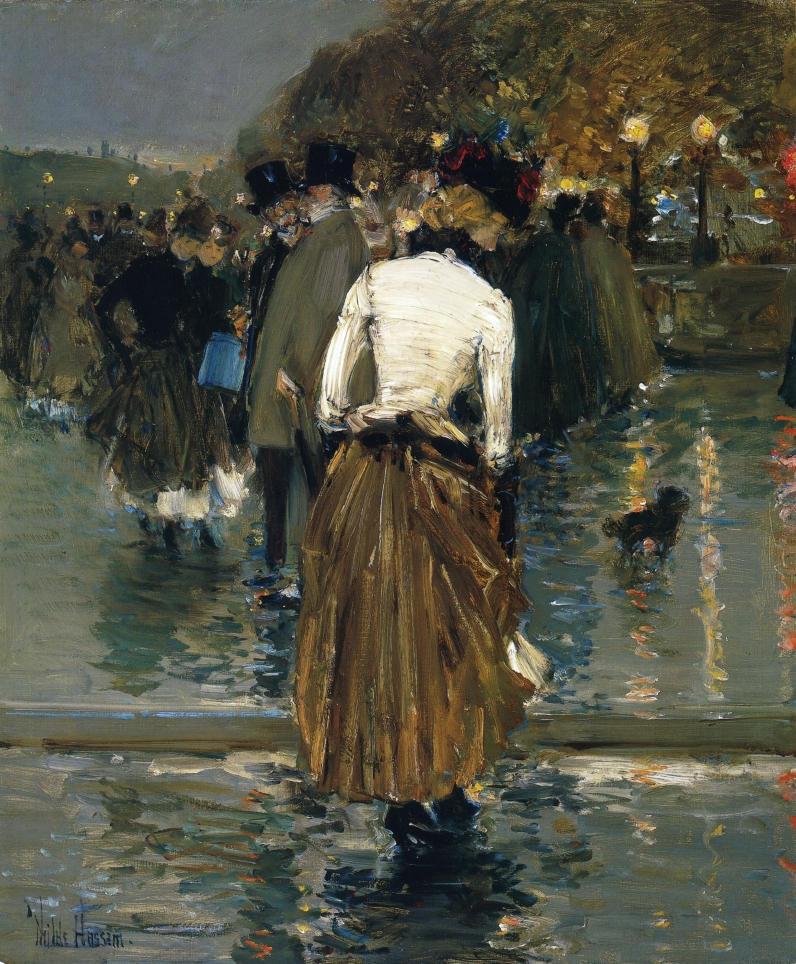
Promenade at Sunset Paris, 1888
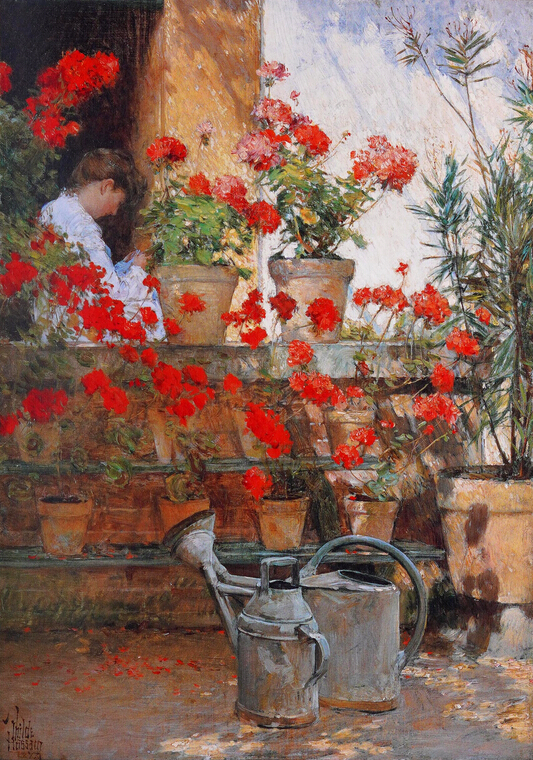
Geraniums, 1888, met zijn vrouw Maud, The Hyde Collection, Glens Falls

## New York, 1889-1896
In 1889 keerde Hassam met zijn vrouw terug naar de Verenigde Staten; niet naar Boston, maar naar New York, waar hij een atelier betrok in Manhattan, op de hoek van Seventeenth Street en Fifth Avenue, met uitzicht op Union Square. Van deze straten zei hij dat hij ze zeker zo mooi vond als de grote Parijse boulevards. Hij noemde New York de mooiste stad van de wereld. In de periode tot 1896 zou hij een enorme activiteit ontwikkelen als stadsschilder van de snel groeiende metropool. Zijn werken vielen op door een grote levendigheid, waarbij de energie van Amerika als jonge staat bijna voelbaar is. De imponerend hoge gebouwen, de lange avenues met de voortsnellende rijtuigen, later auto's, de mensen die hij er observeerde, altijd druk, vol leven en activiteit. Tegelijkertijd was het raken van een bepaalde melancholieke atmosfeer erg belangrijk voor hem, vrijwel altijd sterk bepaald door de weersomstandigheden, veelal in regen en wind.
Opvallend is dat Hassam in de zomerperiodes, net als in Parijs, ook weer veel schilderijen met bloemen schilderde, in deze jaren meestal in de tuin van zijn vriendin en dichteres Celia Thaxter op Appledore Island, voor de kust van New Hampshire, waar hij in de zomers naartoe ging. Thaxter hield een salon waar Hassam veel jonge Amerikaanse kunstenaars ontmoette en vriendschap loot met de kunstschilders Julian Alden Weir en John Henry Twachtman, die ook beïnvloed waren door het impressionisme. Via Theodore Robinson, die voortdurend op en neer pendelde tussen de Verenigde Staten en Frankrijk hielden ze contact met de door hen allen nog steeds bewonderde Monet in Giverny. Na de dood van Thaxter in 1894 bezocht Hassam ook enkele keren Twachtman en Weir in de kunstenaarskolonie te Cos Cob, aan de kust bij Greenwich, Connecticut.
In 1893 exposeerde Hassam met veel succes op de World's Columbian Exposition te Chicago. In 1896 hield hij een overzichtsexpositie bij de American Art Galleries waar hij 200 van zijn werken toonde en zijn naam definitief vestigde.

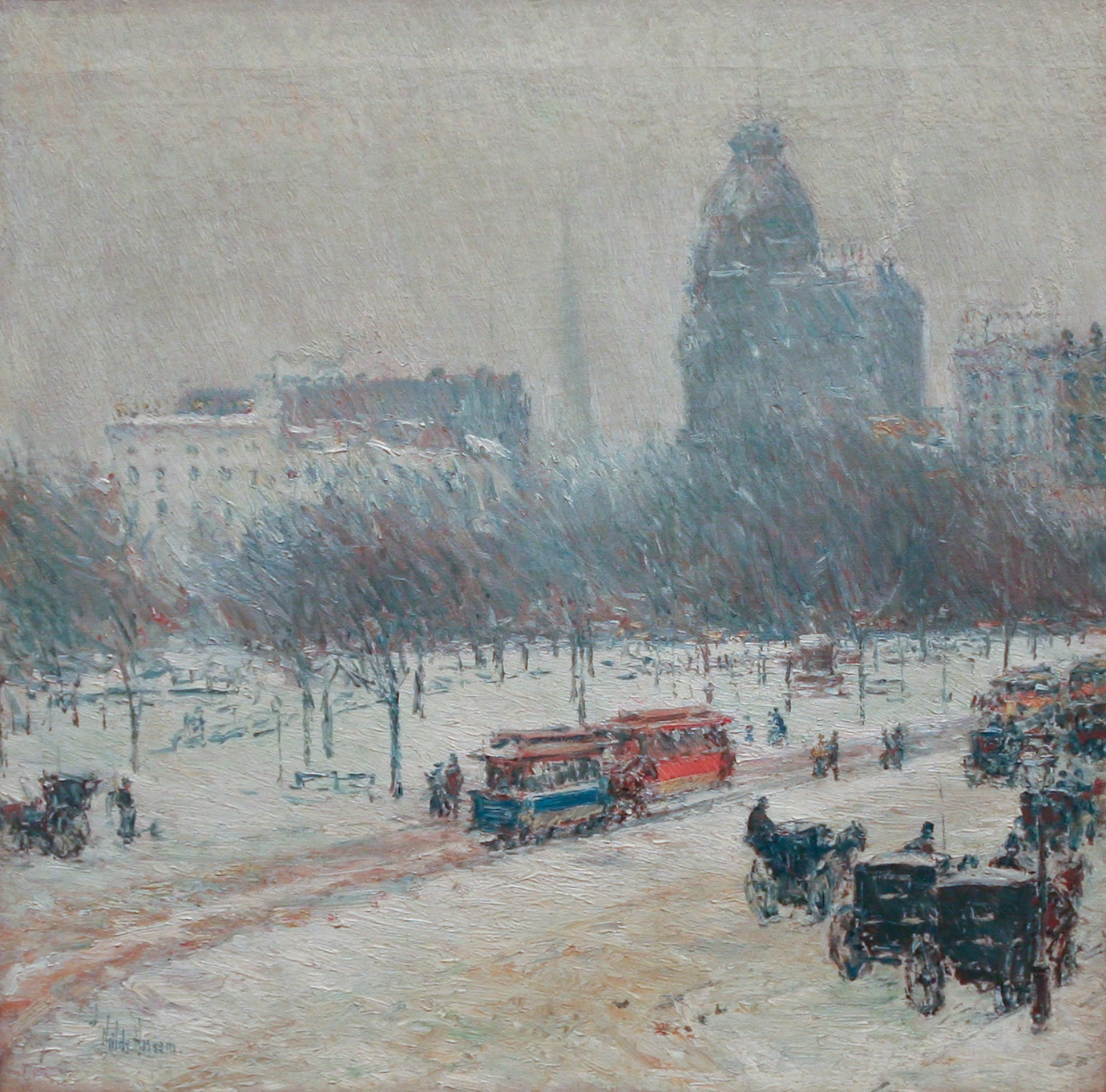
Winter in Union Square, 1890
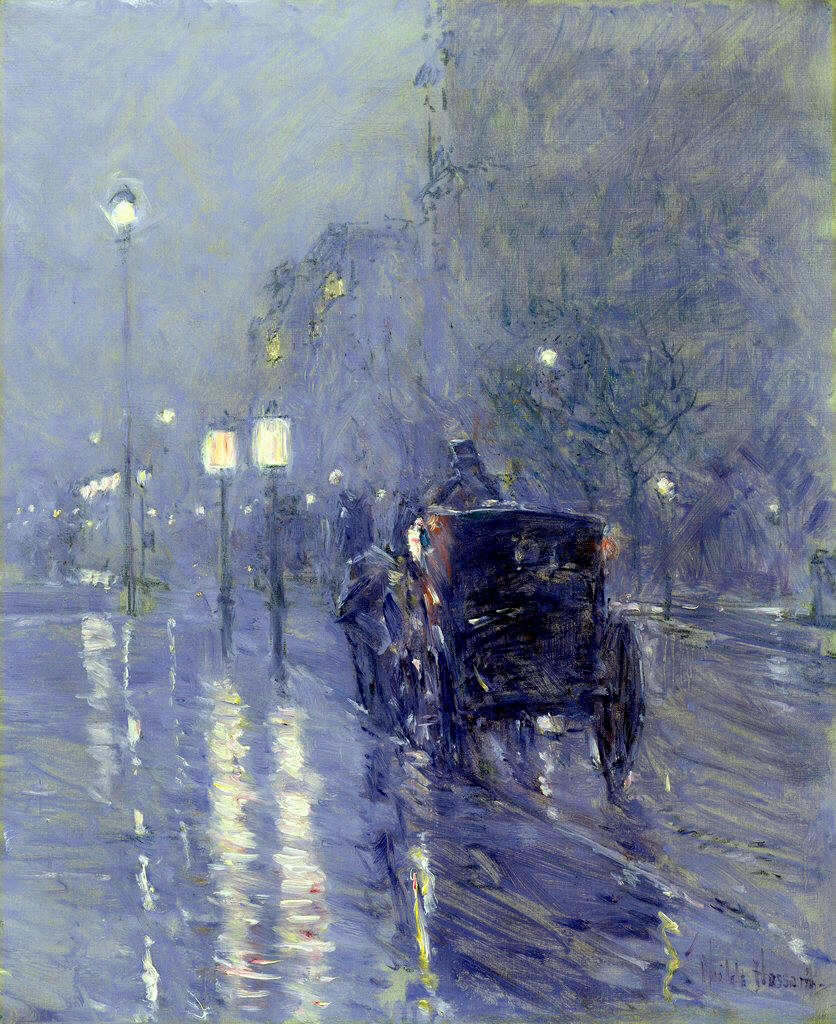
Rainy Midnight, 1890
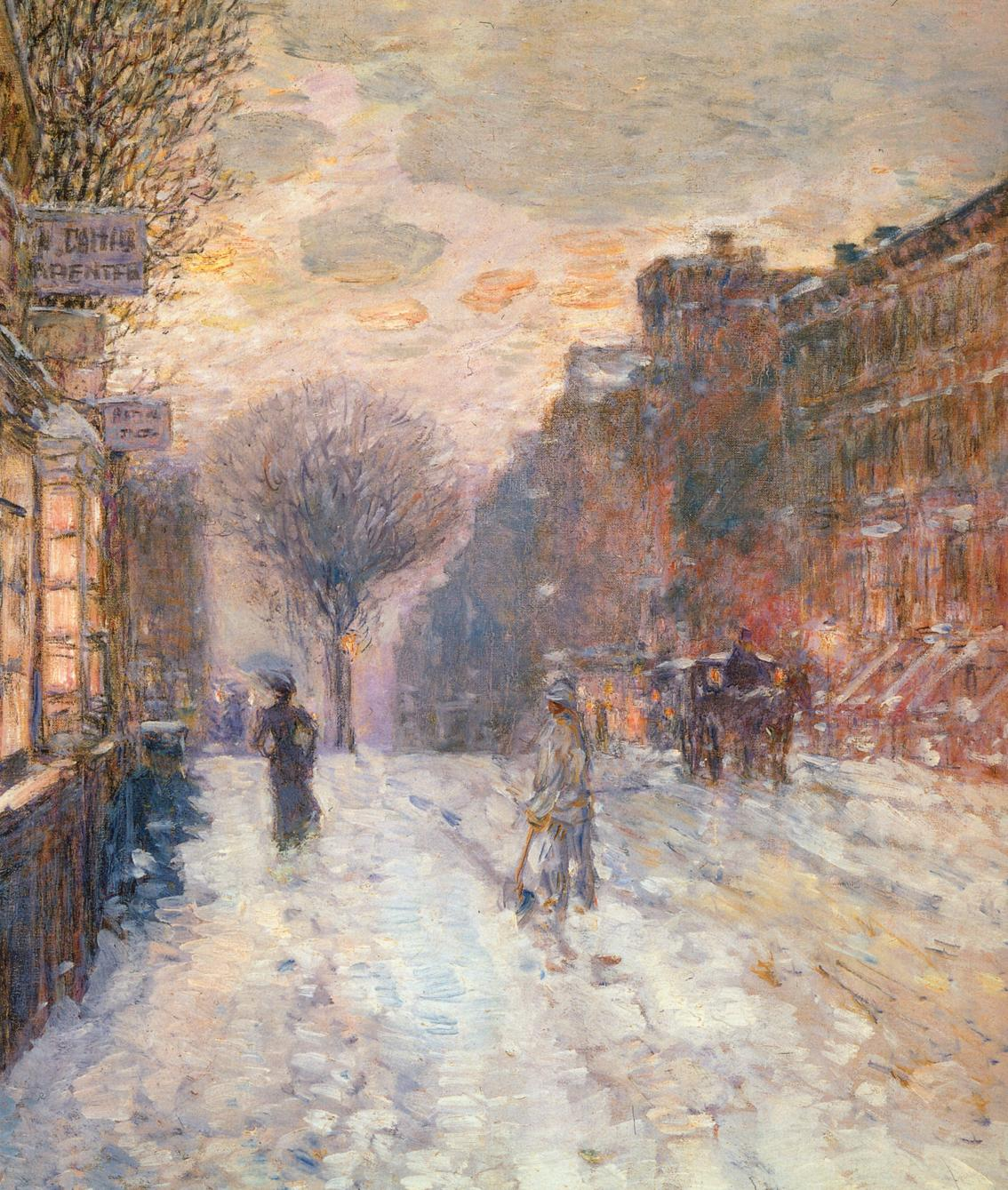
Hassam, Early evening after snowfall, 1892
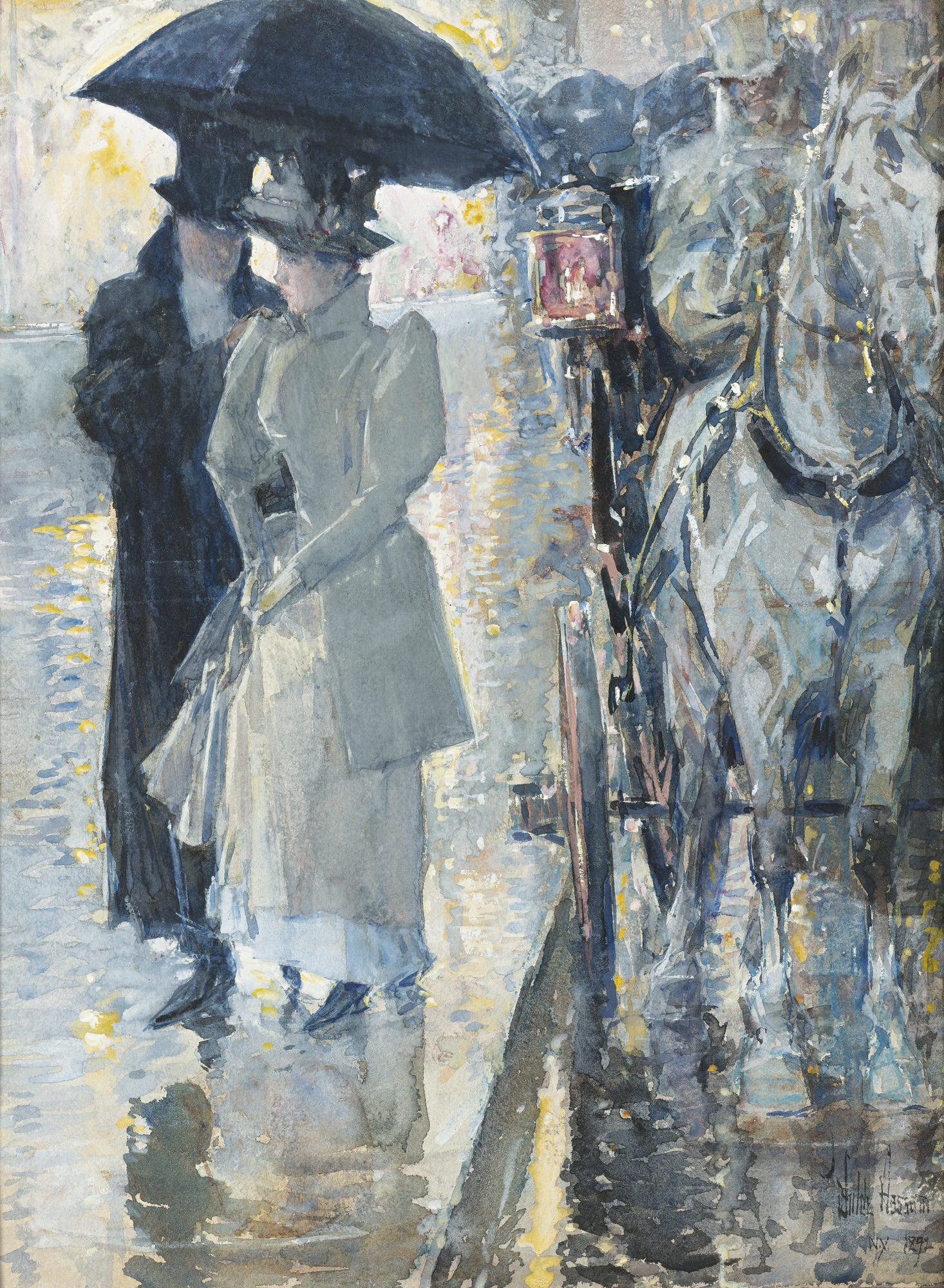
Rainy Day, New York, 1892

## Aan de kust, 1896-1909
Na een korte trip naar Cuba keerde Hassam in 1896-1897 een tijdje terug naar Europa, waar hij eerst Napels en Rome bezocht en later opnieuw Parijs. Medio 1897, weer terug in Amerika, gold Hassam onomstreden als een van de meest toonaangevende moderne Amerikaanse schilders van zijn tijd. Hij werd lid van de Society of American Artists, maar scheidde zich met negen andere schilders, onder wie Twachtman en Weir, eind 1897 er alweer vanaf, voornamelijk omdat ze de club te conservatief vonden: ze richtten het genootschap de Ten American Painters op. De Ten American Painters trokken ook aandacht met hun jaarlijkse tentoonstellingen, die ze organiseerden uit protest tegen de vercommercialisering van de grote kunsttentoonstellingen uit die tijd.
Thematisch maar ook qua stijl onderging het werk van Hassam na zijn tweede Europareis een duidelijke transitie, zonder de impressionistische uitgangspunten ook maar enig geweld aan te doen. Zijn penseelvoering werd echter schetsmatiger en zijn kleurstelling meer gedempt, met veel pasteltinten. Meest opvallend echter is zijn veranderde onderwerpskeuze. Hoewel hij bleef wonen in New York zou hij steeds minder kiezen voor stadstaferelen, maar legde hij zich vooral toe op havengezichten en landschappen, waarbij figuren een steeds minder prominente rol zouden spelen. De meeste van deze werken werden geschilderd in de kunstenaarskolonies te Gloucester, Old Lyme en opnieuw Cos Cob, alle aan de kust van Massachusetts en Connecticut. In 1900 kocht hij een studio in Provincetown, waar hij een hele reeks werken maakte die typerend worden geacht voor zijn stijl uit deze periode. Ze zijn kenmerkend voor wat genoemd zou worden het Amerikaans impressionisme en het tonalisme, dat er een variant van is.
Ongeacht de verminderde aandacht voor figuren in zijn werk, zou Hassam vanaf 1900 met regelmaat ook portretten vervaardigen, doorgaans in opdracht.

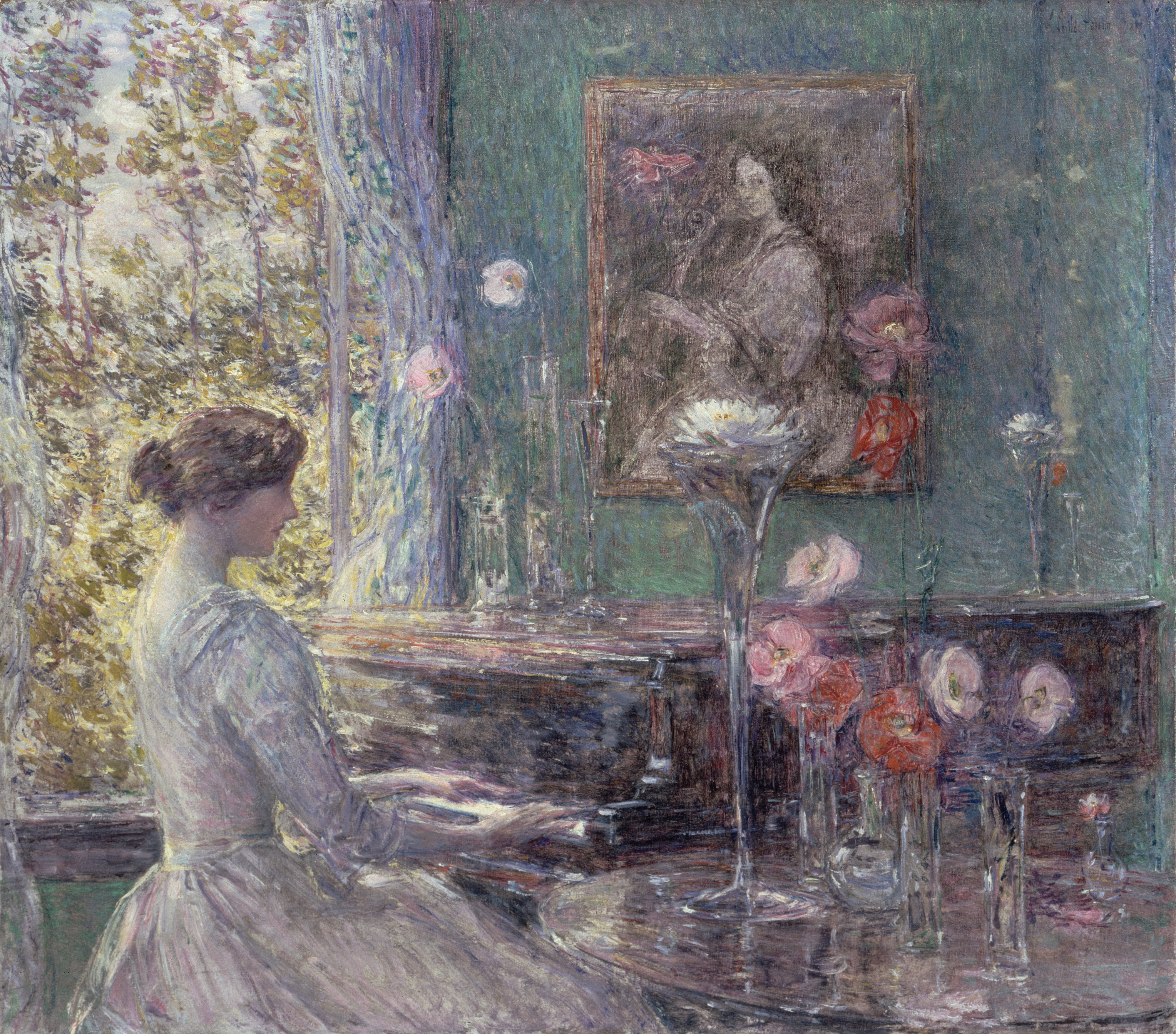
Improvisation, 1899, Smithsonian American Art Museum, Washington
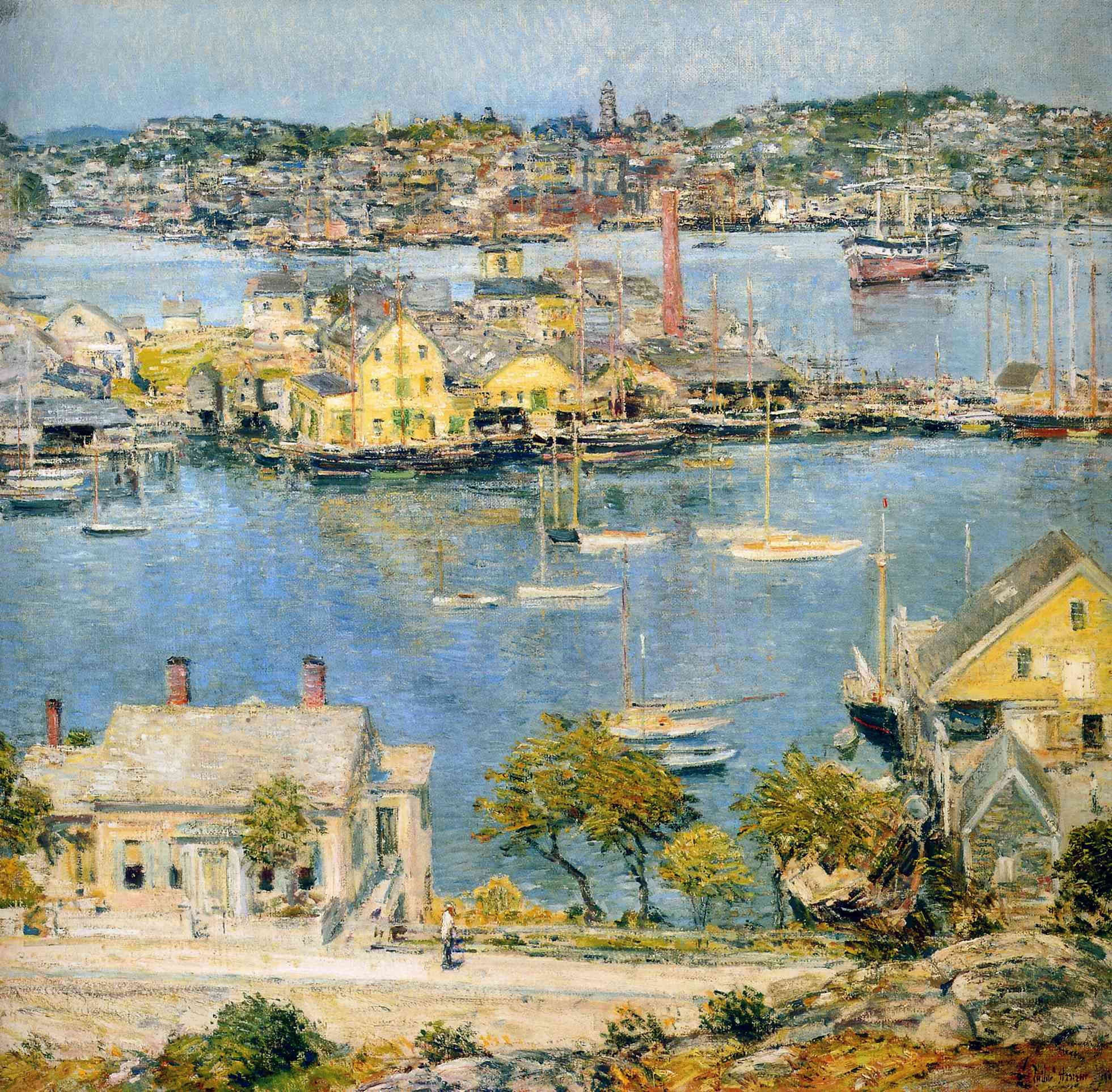
Gloucester Harbour, 1899-1900, Norton Museum of Art
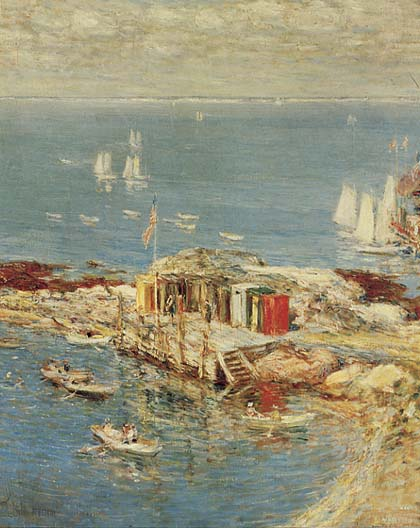
August Afternoon Appledore, 1900
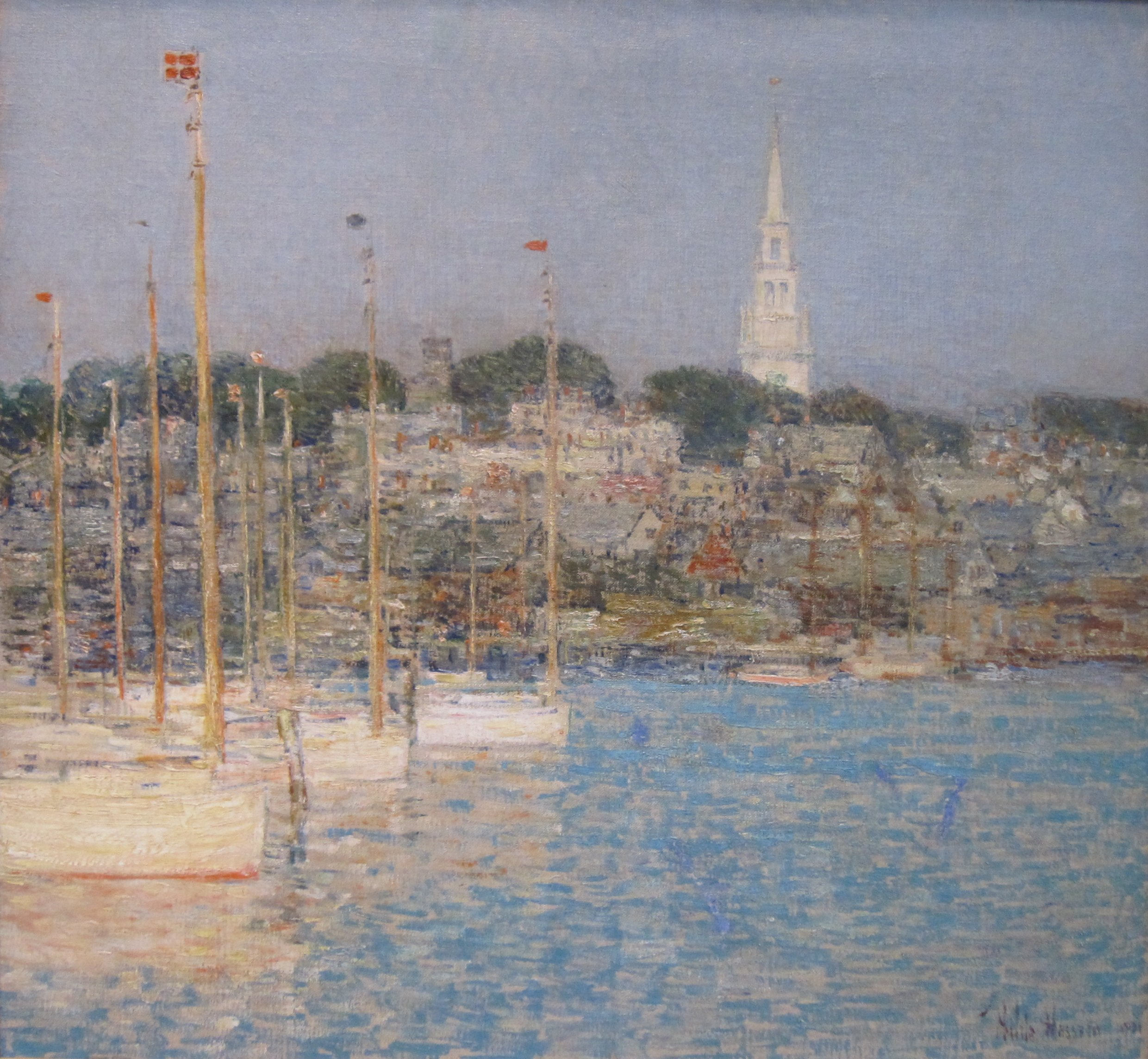
Cat Boats, Newport, 1901, Pennsylvania Academy of the Fine Arts, Philadelphia

## Late jaren, 1909-1935
In 1909 verhuisde Hassam naar een luxueuze woning in 67th Street, New York. Hij gold inmiddels als een gevestigd kunstenaar. Zijn werken brachten gemiddeld 6000 dollar per stuk op, wat in die tijd ongekend veel was. In 1913 werd zijn werk gevierd op de Armory Show en de Panama-Pacific International Exposition, tentoonstellingen waar tegen hij enkele jaren eerder nog te hoop liep met de Ten American Painters.
Qua stijl bleef Hassam altijd vasthouden aan zijn impressionistische uitgangspunten, dwars tegen de steeds dominanter modernistische stromingen in. Meer nog dan vroeger koos hij ervoor reeksen te schilderen, met als meest typerende voorbeelden de raamserie en de vlaggenserie. De raamserie toont zijn toegenomen aandacht voor de portretteerkunst en laat steeds een jonge vrouw zien, vaak in kimono, staande voor een raam, bijvoorbeeld bij een goudvis in een kom op tafel. De vlaggenserie is een reeks werken van de straten van New York tijdens en na de Eerste Wereldoorlog, op momenten dat gevlagd werd ter ondersteuning en waardering van het Amerikaanse leger. De werken werden exemplarisch voor het Amerikaanse patriotisme. The Avenue in the Rain, uit 1917, sierde de Oval Office, onder meer tijdens de regeerperiode van Barack Obama.
In de laatste jaren van Hassams leven was zijn populariteit duidelijk tanende. Hij overleed in 1935, 75 jaar oud. Vanaf de jaren zestig is er echter sprake van een duidelijke herleving van de belangstelling voor zijn schilderijen. Ruime collecties van zijn werk bevinden zich in het Brooklyn Museum en het Metropolitan Museum of Art te New York, maar ook tal van andere Amerikaanse musea bezitten werk van zijn hand. In Parijs zijn enkele doeken te zien in het Musée d'Orsay.

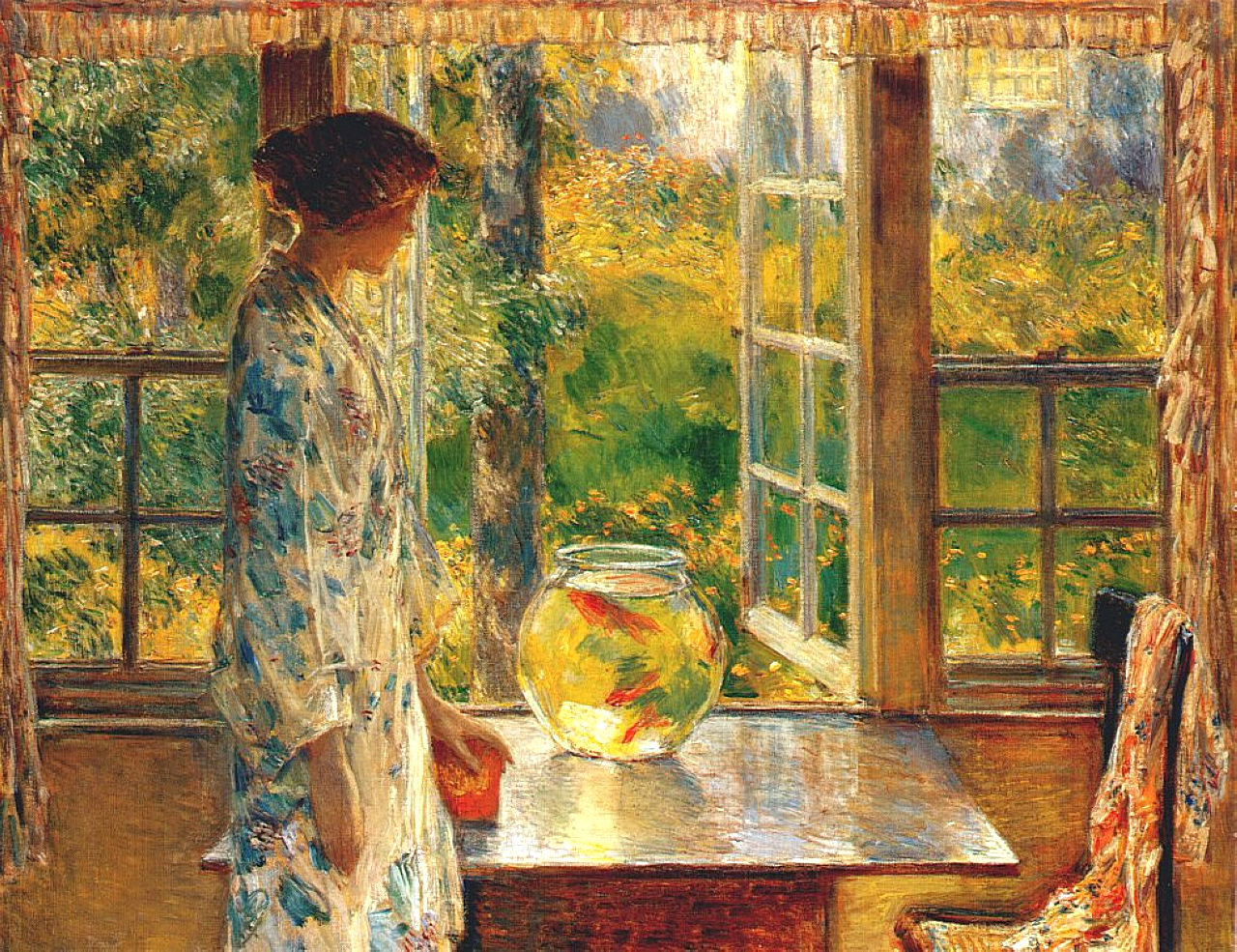
Bowl of Goldfish, 1912, David Owsley Museum of Art
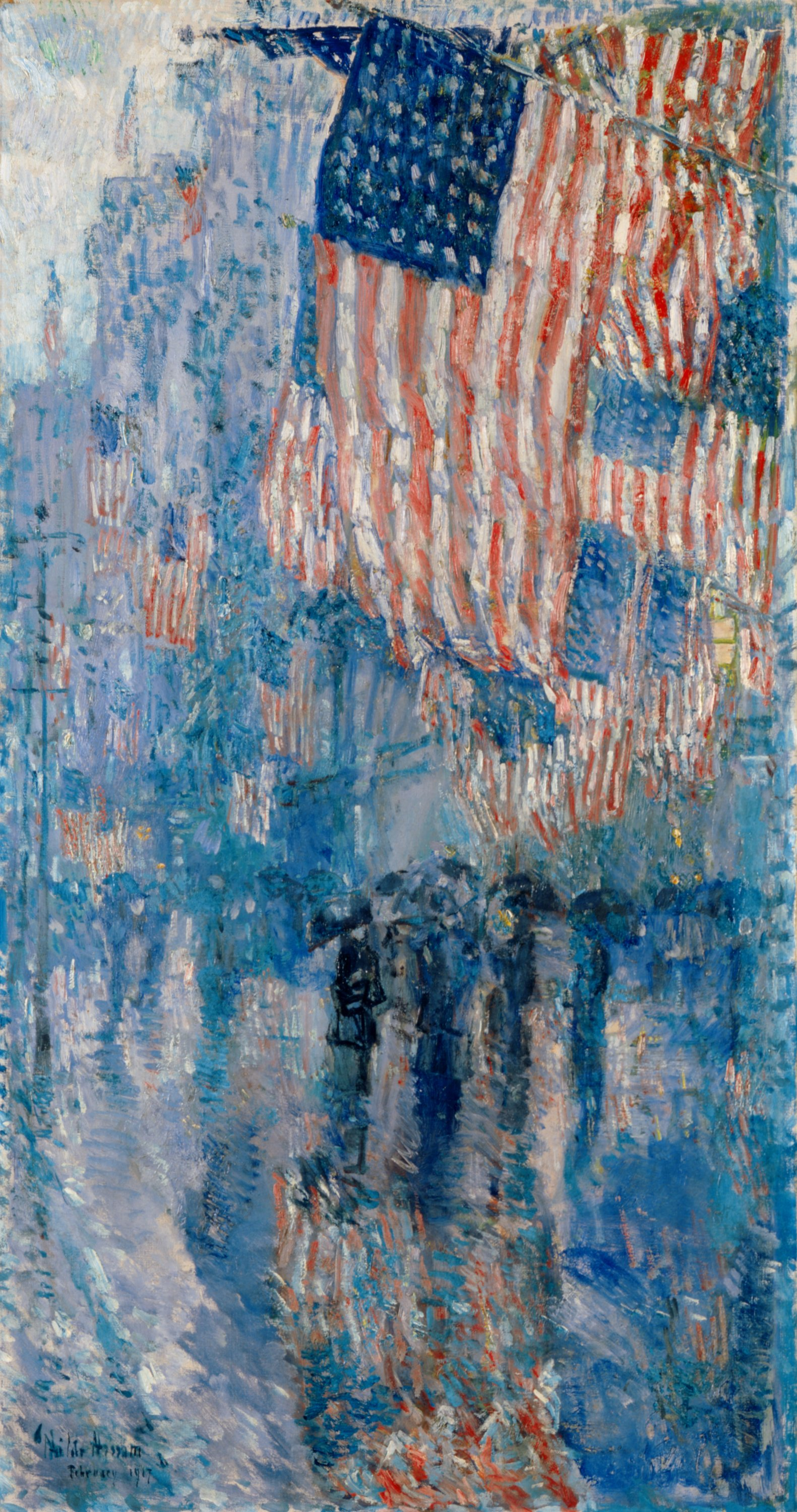
The Avenue in the Rain, 1917, The White House, Washington
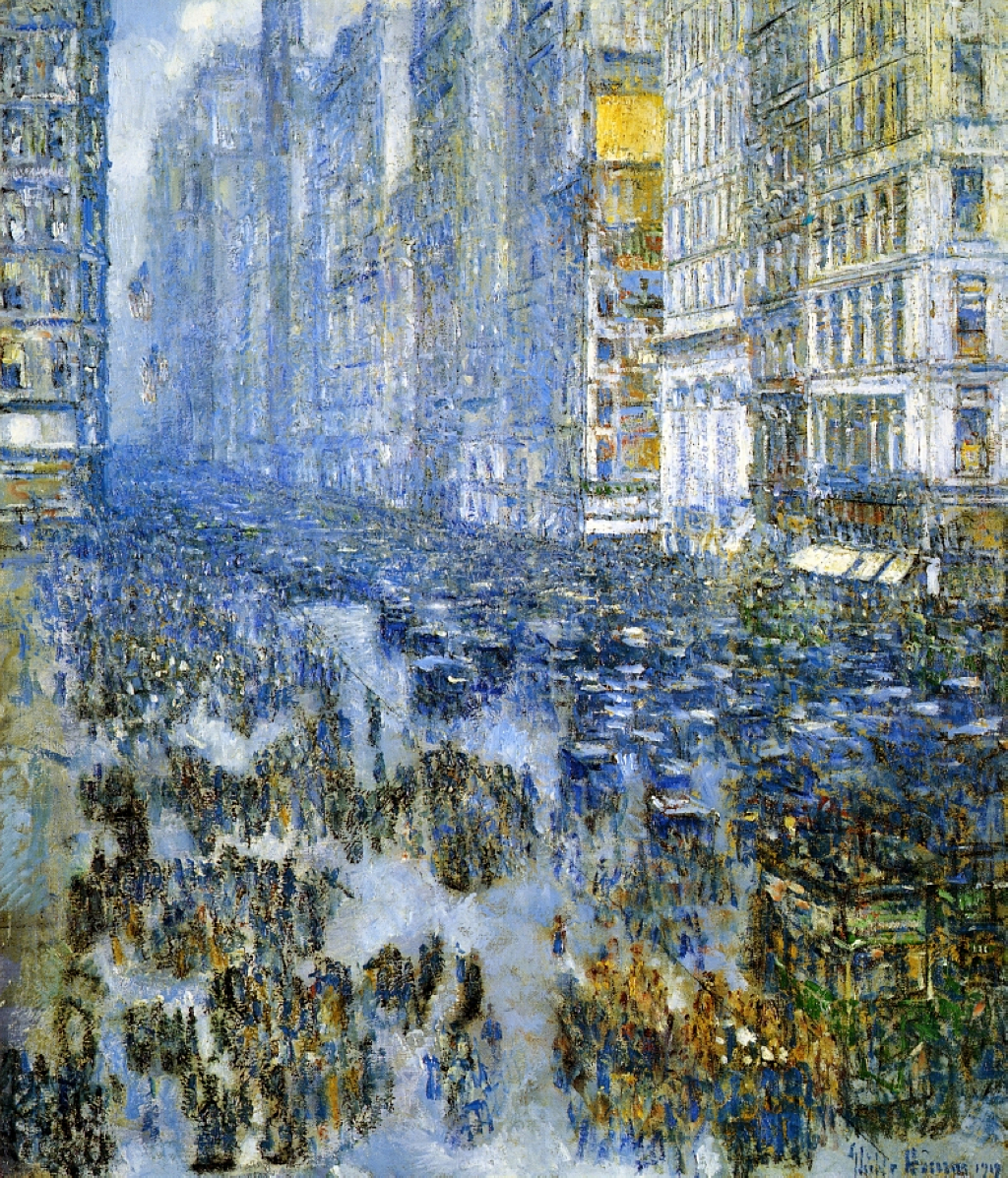
Fifth Avenue in the Winter, 1919
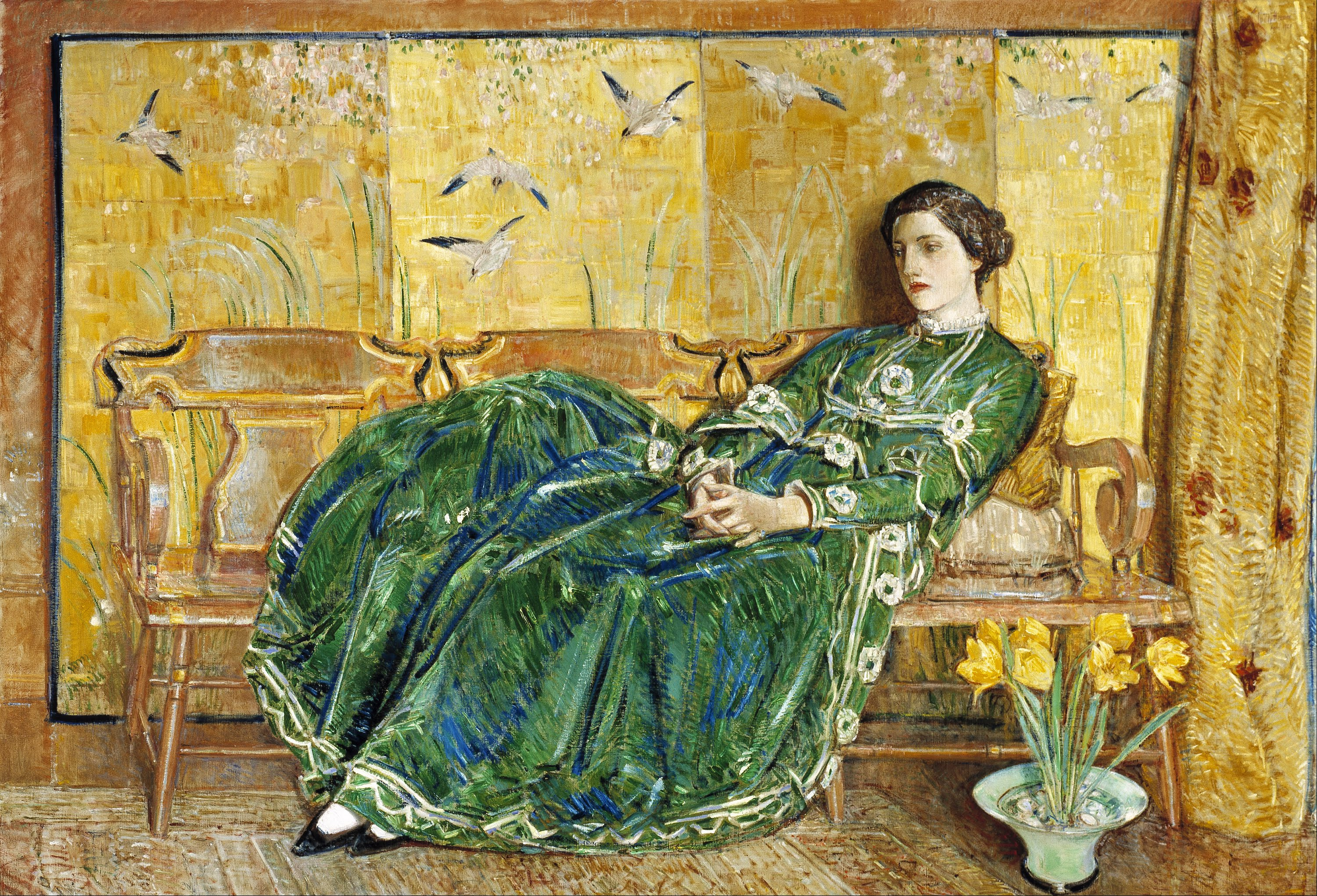
April (The Green Gown), 1920, Gibbes Museum of Art, Charleston